# Joaquim Sertório
Joaquim Sertório (São Paulo, c. 1827 – São Paulo, 5 de dezembro de 1905) foi um rico proprietário de terras e comerciante brasileiro. É conhecido pelo fato de seu patrimônio ter constituído o Museu Sertório, uma coleção particular que se tornou primeiro núcleo do acervo do Museu do Ipiranga (Museu Paulista).
Faleceu em 1905, com 78 anos de idade, viúvo e sem filhos.

## Biografia
Filho do italiano Giovanni Sartorio (João Sertório) e de sua convivente Maria Jacinta Gomes, Joaquim nasceu na cidade de São Paulo na primeira metade do século XIX.
Em 1855, fazia parte da Guarda Nacional, uma instituição distinta do Exército, porém com o objetivo de manter a ordem e segurança interna. Em 1868, o então capitão Joaquim Sertório passou a ser tenente-coronel. 
Também participava de eventos culturais, foi diretor da Sociedade Carnavalesca, que era um clube recreativo que promovia desfiles e bailes de máscaras durante o carnaval, uma forma de as elites se afastarem de manifestações populares que ocorriam nas ruas. Também participou da comissão da Festa de Nossa Senhora da Penha e foi sócio da Sociedade Sete de Setembro, sociedade beneficente particular com o objetivo  de educar meninas órfãs e prepará-las para o magistério e casamento. Também tem-se registros em periódicos da época de sua doação para ajudar viúvas e órfãos dinamarquesas. Estes dados mostram que Joaquim Sertório fazia parte da elite paulistana.
Em 1869, já na cidade de Limeira, fazia parte da vida política local no partido conservador, sendo um dos escolhidos pelos membros do partido para concorrer às eleições daquele ano, contabilizando 139 votos. Naquele município, ele viveu em uma fazenda, onde possuía escravos, passando a inspecionar parte da construção das estradas de ferro da localidade, no que se envolveu em uma polêmica constitucional sobre a legalidade ou não da concessão de um privilégio para a construção de uma estrada de ferro ligando Limeira até as margens do Rio Mojiguaçu. Tornando-se cada vez mais impopular em Limeira, retorna a capital paulista em 1880, continuando sua vida política, sendo vereador de 1881 a 1882.
Após deixar a vida política, dedica-se integralmente ao seu museu, fruto de sua paixão pelo colecionismo. De suas viagens, formou uma vasta coleção de espécimes de História Natural, como bichos empalhados, amostra de minerais, vestimentas indígenas, armas, vestimentas de personagens históricos, entre outros. Também continha relíquias históricas como a armadura de Martim Afonso de Souza e sua espada, além de livros, moedas e papel-moedas. Recebia visitas em sua casa para apresentar a coleção e assim ficou conhecido como Museu Sertório. Ficou famoso sendo recomendado por visitantes ilustres como Henrique Raffard e Carl von Roseritz, apesar das críticas na organização da coleção.
Em 1883, contrata o sueco Alberto Loefgren para organizar a sua coleção.
Em 1890, vende sua residência à Francisco de Paula Mayrink e na negociação ingressa também o Museu Sertório

## Patentes militares
Graças a matérias da imprensa foi possível obter algumas informações sobre a trajetória do coronel que ainda permaneciam desconhecidas dos historiadores. As primeiras notícias tratam Joaquim Sertório pela alcunha de "senhor" e um anúncio publicado no Correio Paulistano de 1854 informa estar à venda uma "negra de 38 anos, mais ou menos, sabe lavar, cozinhar, e é muito fiel; não tem vício algum. Quem a pretender dirija-se à casa de Joaquim Sertório, para tratar". Pode-se assumir que, a exemplo de seu pai, Joaquim Sertório também possuía escravos. Uma notícia de 1855 fala de sua patente, mostrando que Joaquim Sertório, assim como seu meio-irmão, o Major Domingos Sertório, na época era capitão da Guarda Nacional. Confirmando a opinião de certos autores, alguns informes são indicativos de sua atuação como comerciante, caso dos anúncios de classificados que indicam a existência de uma "loja de Joaquim Sertório" situada na ladeira Dr. Falcão (atual rua Dr. Falcão Filho, que se encontra com a rua Líbero Badaró na praça do Patriarca).

## Parentesco
De acordo com a documentação relativa aos testamentos dos parentes do coronel Joaquim Sertório, sabe-se que: o italiano João Sertório (Giovanni Sartorio) era seu pai e Maria Jacinta Gomes, sua mãe. Apesar de João Sertório declarar-se solteiro, reconhece ter nove filhos naturais, os quais herdam sete imóveis e uma chácara com "seus pertences": escravos e dívidas.
Além de quatro irmãos diretos: Ana Eufrosina Sertório (solteira e sem filhos), Joana Baptista Sertório (casada com Francisco Custódio Leite), Maria do Carmo Sertório (casada com José Joaquim Raposo) e José Sertório (este se tornaria coronel em Mogi Mirim) tinha quatro meios-irmãos: João Sertório Junior (futuro Barão de Sertório), Domingos Sertório (o "Major Sertório", solteiro e sem filhos), Henrique Sertório (casado com sua sobrinha Leonidia Hersília Sertório) e Galdina Sertório (solteira e sem filhos), filhos de Joaquina Justiniana Albertim. Sabe-se igualmente que o coronel foi casado com Maria Bueno Ribas, falecida a 15 de maio de 1901, com quem não teve filhos